# Sonata para violín n.º 21 (Mozart)
La Sonata para violín n.º 21 en mi menor, K. 304/300c, es una sonata de Wolfgang Amadeus Mozart. Fue compuesta en 1778 durante la estancia del compositor en París (Francia). En esa época tuvo lugar el fallecimiento de la madre del compositor, Anna Maria, hecho que queda reflejado en la obra. Esta sonata es la única obra instrumental de Mozart escrita en la tonalidad de mi menor aunque hay otra en la misma tonalidad y una en do menor, K. 60, pero ambas son espurias. Su interpretación suele durar unos catorce minutos.

## Estructura
Consta de dos movimientos:
1. Allegro, en mi menor.
2. Tempo di Minuetto, en mi menor.